# Kohei Kitagawa
Kohei Kitagawa (北川 滉平 Kitagawa Kohei?, nacido el 29 de abril de 1995 en Shizuoka) es un futbolista japonés que se desempeña como centrocampista.

## Trayectoria

### Clubes
| Club             | País  | Año         |
| ---------------- | ----- | ----------- |
| V-Varen Nagasaki | Japón | 2015 - 2017 |
| Fujieda MYFC     | Japón | 2017 -      |

## Estadística de carrera

### J. League
| Club             | Año   | J. League | J. League | Copa J. League | Copa J. League | Total | Total |
| Club             | Año   | Part.     | Goles     | Part.          | Goles          | Part. | Goles |
| ---------------- | ----- | --------- | --------- | -------------- | -------------- | ----- | ----- |
| V-Varen Nagasaki | 2015  | 5         | 1         | -              | -              | 5     | 1     |
| V-Varen Nagasaki | 2016  | 8         | 0         | -              | -              | 8     | 0     |
| V-Varen Nagasaki | 2017  | 0         | 0         | -              | -              | 0     | 0     |
| Fujieda MYFC     | 2017  | 11        | 1         | -              | -              | 11    | 1     |
| Total            | Total | 24        | 2         | 0              | 0              | 24    | 2     |